# Уллучара
Уллучара — село в Акушинском районе Дагестана.
Образует сельское поселение село Уллучара как единственный населённый пункт в его составе.

## История
Первое упоминание об Уллучара (1598 г.) связано с конным отрядом Казикумухского шамхальского войска.
Входило в вольное общество Акуша-Дарго.
В Уллучаре было 5 мечетей и медресе, в наше время сохранилась одна мечеть.
В Уллучаре был или же до сих пор остался подземный ход от одного края аула до другого края.

## География
Расположено в 10 км к юго-западу от села Акуша у подножья хребта Бахласана.

## Население
| 1888 | 1895 | 1926 | 1939 | 1959 | 1970 | 1989 |
| ---- | ---- | ---- | ---- | ---- | ---- | ---- |
| 839  | ↘754 | ↘743 | ↗845 | ↘651 | ↘558 | ↘333 |
| 2002 | 2010 | 2012 | 2013 | 2014 | 2015 | 2016 |
| ↘331 | ↗392 | ↘389 | ↗398 | ↘396 | ↗398 | ↘390 |
| 2017 | 2018 | 2019 | 2020 | 2021 | 2023 | 2024 |
| ↘387 | ↘384 | ↘379 | ↗384 | ↗405 | ↗408 | →408 |
| 2025 |      |      |      |      |      |      |
| ↘403 |      |      |      |      |      |      |

Согласно архивному документу 1888 года, жители Уллучара принадлежат к даргинцам, но являются носителями лакского языка.